# Consigliere (mafia)
Il "consigliere" o anche "consigliori", nel lessico della mafia, è il braccio destro del boss, ovvero colui che aiuta il capofamiglia a decidere cosa fare nelle situazioni più delicate.
Solitamente il "consigliere" si occupa della contabilità finanziaria dell'organizzazione, e a risolvere le questioni tra il boss ed i "capidecina". Il consigliere è il "numero 3" della famiglia, dopo il boss ed il viceboss.